# Bluesky
Bluesky és una xarxa social de 35 milions d'usuaris a mitjans de 2025. Va néixer d'una iniciativa per desenvolupar un protocol de xarxa descentralitzat. La iniciativa estava organitzada per la companyia de Twitter, fou sense ànim de lucre, s'anuncià l'any 2019 i es troba a partir de 2022 en fase d'investigació. Bluesky és propietat del propi equip, formalment sota Bluesky Public Benefit LLC, sense cap participació de control de X (prèviament conegut com a Twitter).
Bluesky és un projecte que té com a objectiu desenvolupar un protocol de xarxa social descentralitzat, de manera que múltiples xarxes socials, cadascuna amb els seus propis sistemes de curació i moderació, siguin capaces d'interactuar amb altres mitjançant un estàndard obert. Cada xarxa social que utilitza el protocol és una "aplicació". 

## Història
L'executiu en cap de Twitter, Jack Dorsey, anuncià per primer cop la iniciativa Bluesky l'any 2019 a Twitter. El director de tecnologia de l'empresa, Parag Agrawal, convidà els membres inicials del grup de treball a principis del 2020. El grup va ampliar-se amb representants de les dues xarxes descentralitzades Mastodon i ActivityPub. El grup va coordinar-se mitjançant el programari de xat Element. Twitter va encomanar a Jay Graber, de la xarxa social descentralitzada Happening, que redactés una revisió tècnica del panorama de les xarxes socials descentralitzades.  Graber fou contractada com a líder del projecte Bluesky el mes d'agost de 2021.
Els executius de Twitter aprovaren l'abast i els objectius del projecte, incloent-hi que el propi protocol fos global i deixés de banda les aplicacions (les xarxes socials creades sobre l'estàndard). Alguns dels objectius inclouen permetre a les aplicacions personalitzar el seu sistema de moderació, fer-les responsables del compliment i de les sol·licituds de retirada, i prevenir que els algorismes de viralitat reforcin la controvèrsia i la indignació moral. El grup de treball no tenia un mateix punt de vista i opinió respecte aquests objectius, per la qual cosa Twitter va decidir presentar propostes individuals, que anaven des de reforçar els estàndards existents fins a aprovar la interoperabilitat estàndard, deixant que les dades d'ús decideixin on invertir. A principis de l'any 2021, Bluesky es trobava en una fase de recerca, on entre unes 40 i 50 persones de la comunitat tecnològica descentralitzada actives per avaluar opcions i reunir propostes per al protocol. El responsable del projecte contractat reunirà l'equip de desenvolupadors de protocols. 
La divisió de Twitter de blockchain, la qual va anunciar-se el novembre de 2021, treballarà amb la iniciativa Bluesky.
El mes de març de 2022 Bluesky anuncià tres dels seus primers treballadors amb paga. Aaron Goldman, qui havia treballat prèviament per a Google i Twitter, va ser contractat com a enginyer de seguretat. Paul Frazee i Daniel Holmgren foren contractats com a enginyers de protocol.
El 15 d'abril de 2022 Jack Dorsey va confessar la lentitud que va tenir el progrés inicial del projecte dels primers desenvolupadors.
El 26 d'abril de 2022 Bluesky va declarar que el projecte no es veuria afectat per l'adquisició de Twitter d'Elon Musk, afirmant que Bluesky ha estat operant de manera independent com a companyia de responsabilitat limitada de benefici públic des del febrer d'aquell any. Per tant, Bluesky té la llibertat de destinar els seus recursos a la seva missió sense l'obligació de retornar diners als accionistes.
El maig de 2022 Bluesky publicà el codi per a un experiment de servidor de dades personals i un client de línia d'ordres junt amb una extensa visió general de l'arquitectura de la xarxa. També van revelar que començarien a compartir el procés de desenvolupament de la plataforma, abans que aquest finalitzi.
En el mes d'octubre de 2022 Bluesky anuncià una ruta de seguiment i alguns detalls tècnics addicionals sobre el protocol AT que alimentarà les aplicacions. Bluesky també començà a acceptar inscripcions per provar una propera versió de l'aplicació.
El setembre de 2023, Bluesky Social va arribar a 1 milió d'usuaris registrats, i al novembre va superar els 2 milions d'usuaris.
El desembre de 2023, Bluesky va anunciar un nou logotip de l'empresa, que també es va utilitzar com a icona per a l'aplicació i el lloc web oficials. Aquesta icona era una papallona blava, inspirada en l'ús que els usuaris actuals feien de l'emoji de la papallona per indicar les seves manetes del servei. El llançament d'aquesta nova icona es va correspondre amb l'alliberament d'una vista pública per a publicacions a la xarxa, que permetia que aquells sense comptes al servei visualitzin les seves publicacions.
La plataforma es va obrir a tots els registres públics el 6 de febrer de 2024, quan es va abandonar el format anterior només per invitació.
L'abril de 2025, la plataforma havia crescut fins a 35 milions d'usuaris.

## Tecnologia
Bluesky va donar a conèixer el codi font obert el maig de 2022 per a una versió primerenca del seu protocol de xarxa social distribuïda, Authenticated Data Experiment (ADX), des que va canviar el nom del protocol Authenticated Transfer (AT). L'equip va obrir el seu codi primerenc i el va col·locar sota una llicència MIT perquè el procés de desenvolupament es veiés en públic.
L'arquitectura federativa inicial del protocol AT se centra al voltant de tres serveis principals: un servidor de dades personals (PDS), Relay (anteriorment conegut com a Big Graph Service, o BGS), i una AppView. Un PDS és un servidor que allotja dades d'usuari als "Repositoris de Dades", que utilitzen un arbre Merkle. El PDS també gestiona l'autenticació d'usuari i gestiona les claus de signatura dels seus repositoris allotjats. Un Relay es descriu com anàleg a un indexador a la web, ingerint repositoris d'una varietat de diferents servidors PDS i servint-los en un sol flux unificat per a altres serveis a ingerir. Les AppViews, per la seva banda, són serveis que consumeixen dades d'un Relay i hidraten aquestes dades per proporcionar comportament per a clients específics, per exemple, la funció de microblogging establerta per a l'aplicació Bluesky.

## Recepció
Revisant l'aplicació al febrer de 2023, TechCrunch la va anomenar "una experiència funcional, si bé bastant nua, semblant a Twitter".
Lance Ulanoff de TechRadar es va inscriure originalment a l'abril de 2023 i en aquell moment va declarar Bluesky "tranquil, reservat, reflexiu, o fins i tot educat. En general, BlueSky és l'equivalent d'una xarxa social Shangri-La." Quan el va tornar a visitar el novembre de 2024, després de l'augment de les eleccions als Estats Units, va declarar que "de moment, és el lloc més emocionant a les xarxes socials" i "vaig perdre el meu dia a Bluesky Social i no, no ho sento".
Jason Perlow de ZDNet estrangula el seu article "No és un reemplaçament directe per Twitter (X), però Bluesky té molt a oferir als que volen un nou començament en una xarxa descentralitzada i amb mentalitat de privacitat." Destaca la naturalesa descentralitzada de Bluesky, la manca de fonts algorítmiques i d'una manera tèbia diu que "Bluesky podria valdre el seu temps si està preparat per deixar les fonts impulsades per algoritmes enrere i provar una xarxa que prioritza el control de l'usuari."
Jay Peters de The Verge és molt més optimista en la seva ressenya d'abril de 2023, declarant per endavant "Bluesky és molt, molt divertit." i "Només estic gaudint realment de les vibracions en el meu feed de Bluesky."
Entre els usuaris, la xarxa social s'ha popularitzat en l’últim trimestre del 2024. Segons apunten “twitter ja no és el que era” després de la compra d’X pel multimillonari Elon Musk i la modificació dels algoritmes que la regien.
Sumant prop de 20 milions d’usuaris, s'ha sobreposat a la seva competència més directa, Threads; i desafia X.